# Adler (empresa)
Adlerwerke vorm. H. Kleyer AG fou una empresa alemanya amb seu a Frankfurt del Main. Va produir automòbils, motocicletes i bicicletes i, més tard, màquines d'escriure i material d'oficina sota la marca Adler fins al 1957, en què fou adquirida per Grundig. L'emblema de la marca era una àguila (significat d'adler en alemany). L'empresa destacà per les nombroses innovacions tècniques que oferia. Un cop propietat de Grundig, Adler va abandonar la producció de vehicles i es va fusionar amb la Triumph de Nuremberg per a convertir-se en Triumph-Adler, fins que la va comprar Olivetti. La marca sobreviu actualment com a TA Triumph-Adler GmbH especialitzada en gestió de documents.

## Història
El 1880, Heinrich Kleyer va establir la seva empresa de bicicletes al número 9 del carrer Gutleut de Frankfurt del Main sota el nom d'Heinrich Kleyer GmbH. Va innovar introduint els pneumàtics a Alemanya el 1886. Nou anys després del seu naixement, l'empresa es va traslladar al barri Gallus de Frankfurt, prop de l'estació principal, en una fàbrica de 18.000 m² que arribà a tenir més de 600 estacions de treball, entre allò que avui és el carrer Kleyer (antigament Hoechste) i el carrer Weilburger. A més de bicicletes, Kleyer produí tricicles i, més tard, motocarros equipats amb motor De Dion-Bouton. Gràcies al seu creixement excepcional, el 1895 l'empresa va transformar el seu estatus legal i fiscal en societat anònima sota el nom d'Adlerwerke vorm. H. Kleyer AG, amb l'àguila com a símbol. El 1898 va començar al setè pis del carrer Weilburger la producció de màquines d'escriure d'alta qualitat. El 1902 van seguir les motocicletes, amb un primer model propulsat per un motor monocilíndric De Dion-Bouton d'1,75 CV de potència.

### Automòbils

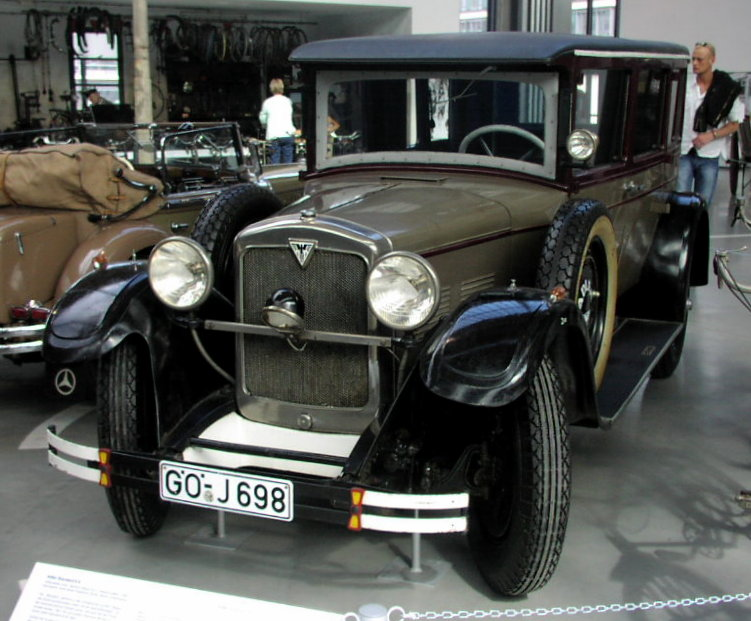
Adler Standard 6, el model amb què Clärenore Stinnes va fer la volta al món

El primer automòbil Adler va sortir de fàbrica l'any 1900; accionat al davant per un motor monocilíndric De Dion-Bouton de 3,5 CV, disposava de seients Vis-à-vis ("cara a cara"). A aquest model el seguí el 1901 un d'equipat amb motor monocilíndric de 8 CV i 865 cc, el qual va conduir l'any 1902 l'escriptor Otto Julius Bierbaum durant un viatge a Itàlia. El 1904 es va llançar el primer model equipat amb un motor estrictament Adler que havia estat desenvolupat per l'enginyer Edmund Rumpler (l'inventor del famós Rumpler Tropfenwagen, "cotxe gota" per la seva forma aerodinàmica). Es tractava d'un 4 cilindres en línia de 4.016 cc i 28 CV de potència que equipava l'enorme Adler-Tonneau, amb capacitat de càrrega de fins a set passatgers, reduït a 2 cilindres per al model més modest de 12-14 CV.
Gràcies al seu dinamisme, el 1905 l'empresa va esdevenir el principal fabricant alemany de vehicles, motors i caixes de canvi. Des del 1907 fins al final de la Segona Guerra Mundial, però, va interrompre temporalment la producció de motocicletes. El Saló Aeri Internacional de Berlín de 1905 va marcar el seu intent d'aproximació al sector, amb la presentació d'un prototip d'aeronau motoritzada que no tingué continuïtat. L'any següent es va iniciar un projecte de dos anys, destinat a ampliar la fàbrica, que va donar el seu aspecte definitiu a l'edifici amb torres emmerletades d'inspiració neoclàssica.

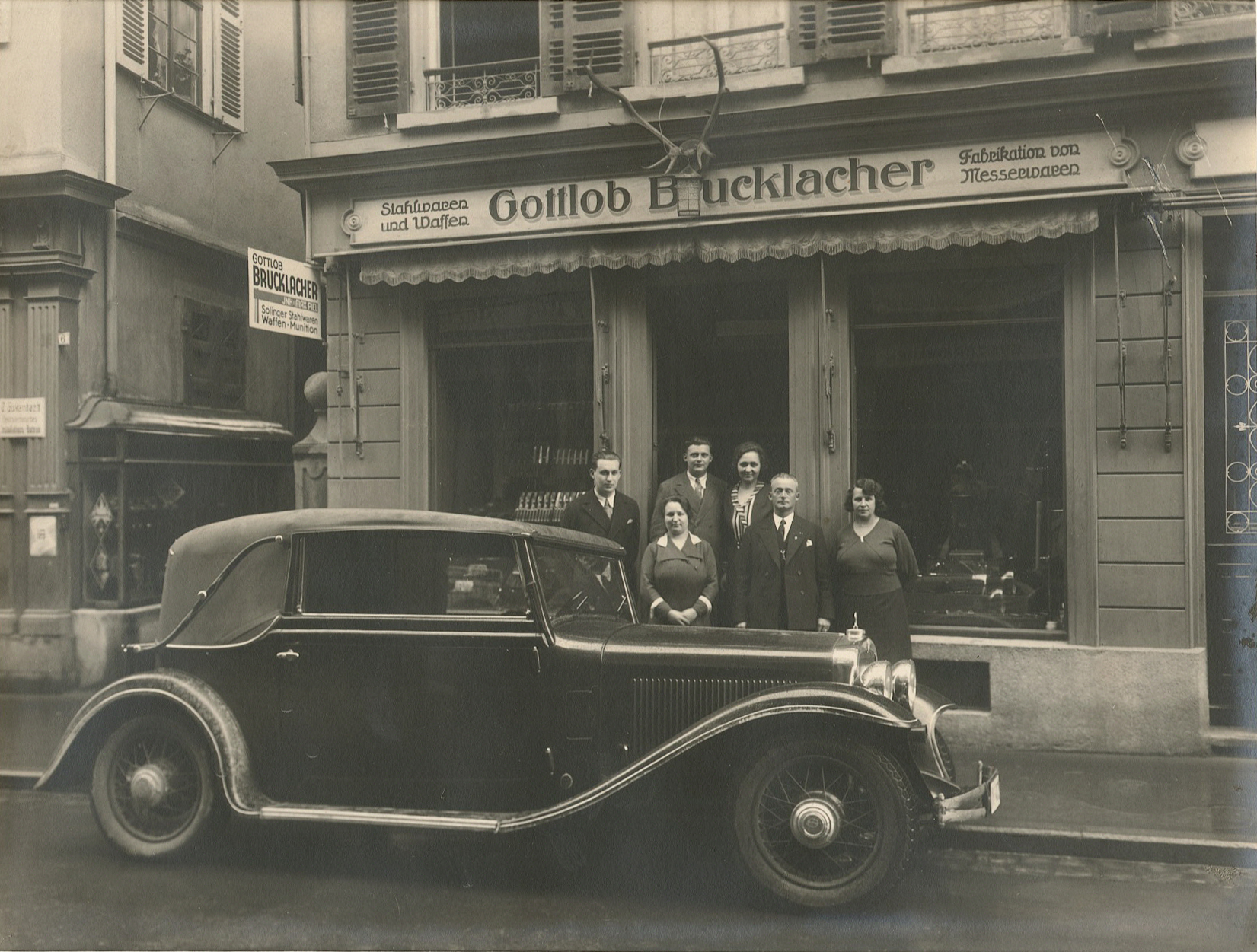
Un Adler a Reutlingen el 1932

L'empresa continuava creixent: el 20% dels cotxes matriculats a Alemanya el 1914 eren Adler. Després de la Primera Guerra Mundial, l'empresa va obrir deu oficines a diferents ciutats i va arribar a donar feina a 10.000 treballadors. L'èxit va continuar amb l'aparició del model Adler Standard 6 el 1926, un dels més venuts fins al 1934 amb més de 10.600 unitats. El fundador de la Bauhaus, Walter Gropius, fins i tot en va dissenyar alguns elements de la carrosseria. Va ser conduint un dels primers exemplars d'aquest model que Clärenore Stinnes va esdevenir la primera dona a fer la volta al món en automòbil, amb l'assistència del seu càmera i futur marit Carl-Axel Söderström (1927-1929).
Però la crisi de 1929 va deixar empremta i la plantilla va caure a menys de 3.000 treballadors el 1930, arribant amb penes i treballs als 7.000 en acostar-se la Segona Guerra Mundial. Adler encara va aconseguir mantenir-se com a tercer fabricant alemany fins al 1936, abans de ser relegat al quart lloc per Mercedes, gràcies a les innovacions aportades per Hans Gustav Röhr, entre elles, el nou Adler Trumpf de 1932, amb suspensió i transmissió de tracció independents. El model Trumpf Sport, més modest, va arribar a més de 100.000 unitats produïdes el 1939.
L'arribada de l'enginyer Karl Jenschke el 1935, provinent de Steyr-Daimler-Puch, va aportar més innovacions al model Adler Autobahn de 2,5 litres, que va ser conegut popularment com a Autobahnadler ("Àguila d'autopista"). Duia un motor refrigerat per aigua i lubrificat a pressió, suspensió de ballesta a les rodes anteriors, amortidors hidràulics a les quatre rodes i frens d'accionament hidràulic. La velocitat màxima era de 125 a 150 km/h per al model esportiu, cosa que el feia un model apte per a les emergents autopistes d'Alemanya.

### Final de l'empresa
La Segona Guerra Mundial posà fi a la producció d'automòbils. Durant aquell període, com qualsevol altre fabricant alemany, Adler tenia l'obligació de contribuir a l'esforç bèl·lic produint vehicles militars. Afectada durament per un bombardeig dels aliats el 22 de març de 1944, la fàbrica va subcontractar part de la seva producció tot mantenint la construcció de motors i xassissos blindats. A causa de l'escassetat de condemnats a treballs forçats, Adler va demanar permís per a fer servir presoners dels camps de concentració. Entre l'agost de 1944 i el 24 de març de 1945, 1.600 presoners del camp de concentració de Struthof-Natzweiler, a Alsàcia, van ser allotjats als locals del carrer Weilburger amb el nom en clau Katzbach.

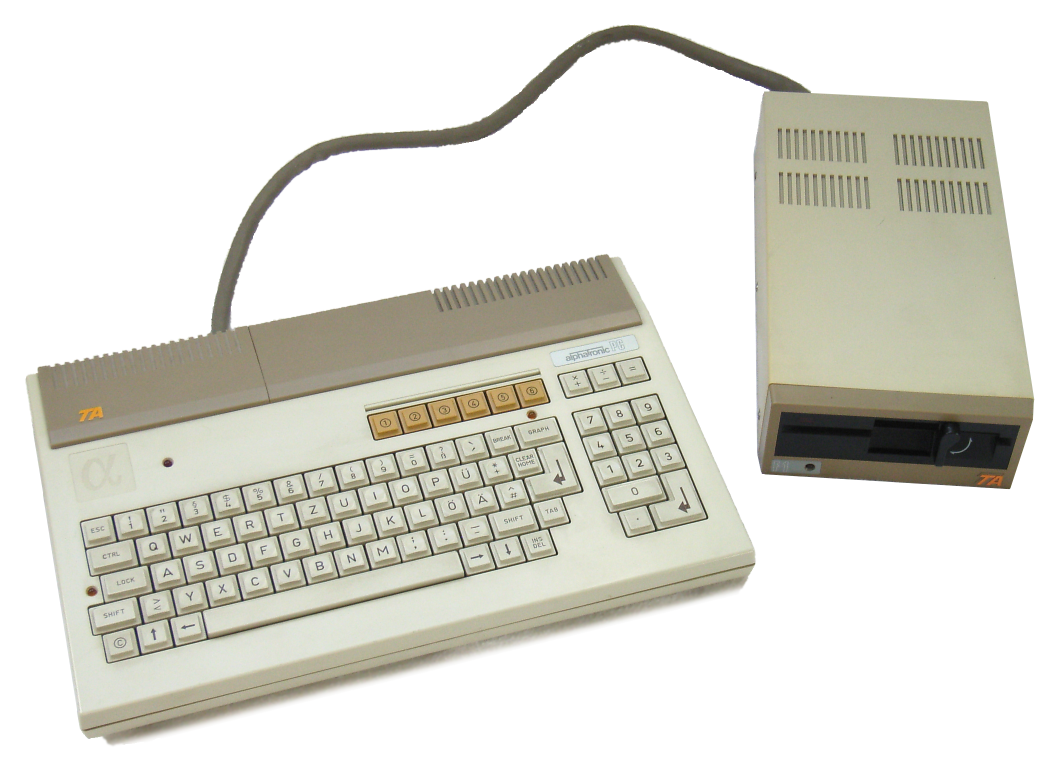
PC Triumph-Adler Alphatronic (1983)

Després de la guerra, els nord-americans van confiscar els utillatges i van prohibir la fabricació d'automòbils. Fins al 1948, l'empresa va negociar amb l'esperança de revocar la prohibició, però el director general Ernst Hagemeier va cancel·lar el projecte en tornar de l'internament aquell any. Aleshores, Adler es va centrar en la producció de màquines d'escriure i bicicletes, va obrir una divisió de màquines eina i va rellançar la seva activitat de producció de motocicletes el 1949. L'empresa va tenir un gran èxit amb la gamma bicilíndrica M250 Sport, capaç d'assolir els 160 km/h de velocitat màxima, però a partir de 1955 les vendes van començar baixar progressivament. L'intent de remuntada amb un projecte d'escúter de 100 cc, l'Adler Junior, no va funcionar i Grundig, havent comprat l'empresa el 1957, va decidir de fusionar-la amb Triumph per a fundar Triumph-Adler, una nova empresa especialitzada en equips d'oficina (màquines d'escriure, calculadores i ordinadors).
Triumph-Adler, rebatejada com a TA Triumph-Adler el 1984, va romandre en actiu al seu local de Kleyerstrasse fins al 1986, en què fou adquirida per Olivetti i aquesta la reconvertí en el seu distribuïdor d'ordinadors (fins al 1992) i de màquines d'escriure electròniques. El 1999, TA va adquirir la firma UTAX GmbH i va endegar la seva activitat actual de gestió documental (fotocòpies, impressió, arxiu i fax). Gràcies a la seva aliança estratègica amb la japonesa Kyocera Mita, Triumph-Adler AG és avui una de les principals empreses del seu sector.

## Producció

### Automòbils
| Tipus               | Període   | Cilindres  | Cilindrada cm³ | Potència kW i (HP) | Velocitat màxima km/h |
| ------------------- | --------- | ---------- | -------------- | ------------------ | --------------------- |
| Vis-à-Vis           | 1900–1903 | 1          | 400            | 2,6 (3,5)          | 30                    |
| 4,5 PS              | 1900–1903 | 1          | 510            | 3,3(4,5)           | 35                    |
| 8 PS                | 1901–1903 | 1          | 865            | 5,9 (8)            | 40                    |
| 24/28 PS            | 1904–1905 | 4 en línia | 4.016          | 20,6 (28)          | 65                    |
| 8/12 (8/14) PS      | 1904–1906 | 2 en línia | 2.008          | 8,8–10,3 (12–14)   | 50                    |
| 4/8 PS              | 1906–1907 | 2 V        | 1.032          | 5,9 (8)            | 55                    |
| 5/9 PS              | 1907–1909 | 2 en línia | 1.134          | 6,6 (9)            | 60                    |
| 8/15 PS             | 1907–1910 | 4 en línia | 2.011          | 11 (15)            | 55                    |
| 11/18 PS            | 1907–1910 | 4 en línia | 2.799          | 13,2 (18)          | 55                    |
| 23/50 PS            | 1909–1912 | 4 en línia | 5.800          | 42,6 (58)          |                       |
| 19/45 PS            | 1909–1912 | 4 en línia | 4.840          | 35 (48)            |                       |
| 13/30 PS            | 1909–1912 | 4 en línia | 3.180          | 25,7 (35)          |                       |
| 10/28 PS            | 1909–1912 | 4 en línia | 2.612          | 22 (30)            |                       |
| K 7/15 PS           | 1910–1913 | 4 en línia | 1.768          | 11 (15)            | 60                    |
| KL 7/17 PS          | 1910–1913 | 4 en línia | 1.768          | 12 (17)            | 60                    |
| 30/70 PS            | 1911–1914 | 4 en línia | 7.853          | 51 (70)            | 115                   |
| 35/80 PS            | 1911–1914 | 4 en línia | 9.081          | 62,5 (85)          |                       |
| K 5/13 PS           | 1911–1920 | 4 en línia | 1.292          | 9,6–10,3 (13–14)   | 55                    |
| 20/50 PS            | 1912–1914 | 4 en línia | 5.229          | 40 (55)            | 105                   |
| 15/40 PS            | 1913–1914 | 4 en línia | 3.866          | 33 (45)            | 90                    |
| 9/24 PS             | 1913–1914 | 4 en línia | 2.313          | 17,6 (24)          | 70                    |
| 25/55 PS            | 1913–1914 | 4 en línia | 6.457          | 44 (60)            |                       |
| KL 6/16 PS          | 1913–1920 | 4 en línia | 1.551          | 11,8 (16)          | 60                    |
| 12/30 PS            | 1914      | 4 en línia | 3.115          | 25,7 (35)          |                       |
| 9/24 (9/30) PS      | 1921–1924 | 4 en línia | 2.298          | 17,6–22 (24–30)    | 65–75                 |
| 12/34 (12/40) PS    | 1921–1924 | 4 en línia | 3.115          | 25–29 (34–40)      | 85                    |
| 18/60 PS            | 1921–1924 | 4 en línia | 4.712          | 44 (60)            | 100                   |
| 6/22 PS             | 1922–1923 | 4 en línia | 1.550          | 16 (22)            | 75                    |
| 10/50 PS            | 1925–1927 | 6 en línia | 2.580          | 37 (50)            | 90                    |
| 18/80 PS            | 1925–1927 | 6 en línia | 4.704          | 59 (80)            | 100                   |
| 6/25 PS             | 1925–1928 | 4 en línia | 1.550          | 18 (25)            | 80                    |
| Standard 6          | 1927–1928 | 6 en línia | 2.540          | 33 (45)            | 85–90                 |
| Standard 8          | 1928–1933 | 8 in lina  | 3.887          | 51–59 (70–80)      | 100–105               |
| Standard 6 A/S      | 1928–1934 | 6 en línia | 2.916          | 37 (50)            | 85–90                 |
| Favorit             | 1929–1933 | 4 en línia | 1.943          | 25,7 (35 PS)       | 80                    |
| Primus 1,5 A        | 1932–1934 | 4 en línia | 1.504          | 23,5–24,2 (32–33)  | 90                    |
| Trumpf 1,5 AV       | 1932–1934 | 4 en línia | 1.504          | 23,5–24,2 (32–33)  | 95                    |
| Favorit 2U          | 1933–1934 | 4 en línia | 1.943          | 29 (40)            | 90                    |
| Standard 6 3U       | 1933–1934 | 6 en línia | 2.916          | 44 (60)            | 100                   |
| Achtzylinder        | 1933–1934 | 8 en línia | 3.887          | 59 (80)            | 105                   |
| Trumpf Sport        | 1933–1935 | 4 en línia | 1.645          | 34,5 (47)          | 115                   |
| Primus 1,7 A        | 1933–1936 | 4 en línia | 1.645          | 28 (38)            | 95                    |
| Trumpf 1,7 AV       | 1933–1936 | 4 en línia | 1.645          | 28 (38)            | 100                   |
| Diplomat            | 1934–1938 | 6 en línia | 2.916          | 44–48 (60–65)      | 100–105               |
| Trumpf Junior 1G/E  | 1934–1941 | 4 en línia | 995            | 18,4 (25)          | 90                    |
| Trumpf Junior Sport | 1935–1937 | 4 en línia | 995            | 20,6 (28)          | 110                   |
| Trumpf 1,7 EV       | 1936–1938 | 4 en línia | 1.645          | 28 (38)            | 102                   |
| Primus 1,7 E        | 1937–1938 | 4 en línia | 1.645          | 28 (38)            | 100                   |
| 2,5 Liter           | 1937–1940 | 6 en línia | 2.494          | 42,6 (58)          | 125                   |
| 2,5 Liter Sport     | 1938–1939 | 6 en línia | 2.494          | 59 (80)            | 150                   |
| 2 Liter             | 1938–1940 | 4 en línia | 1.910          | 33 (45)            | 110                   |

#### Galeria

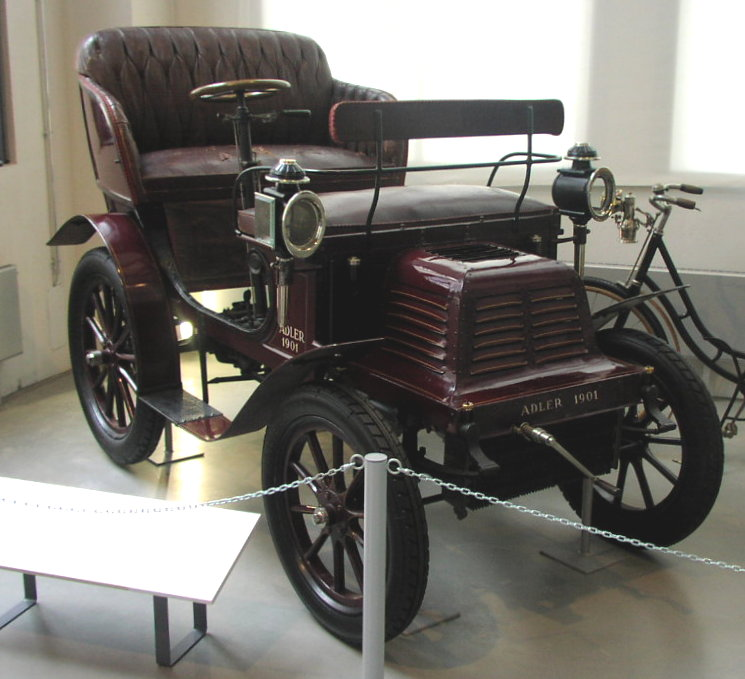
Adler vis-à-vis (1901)
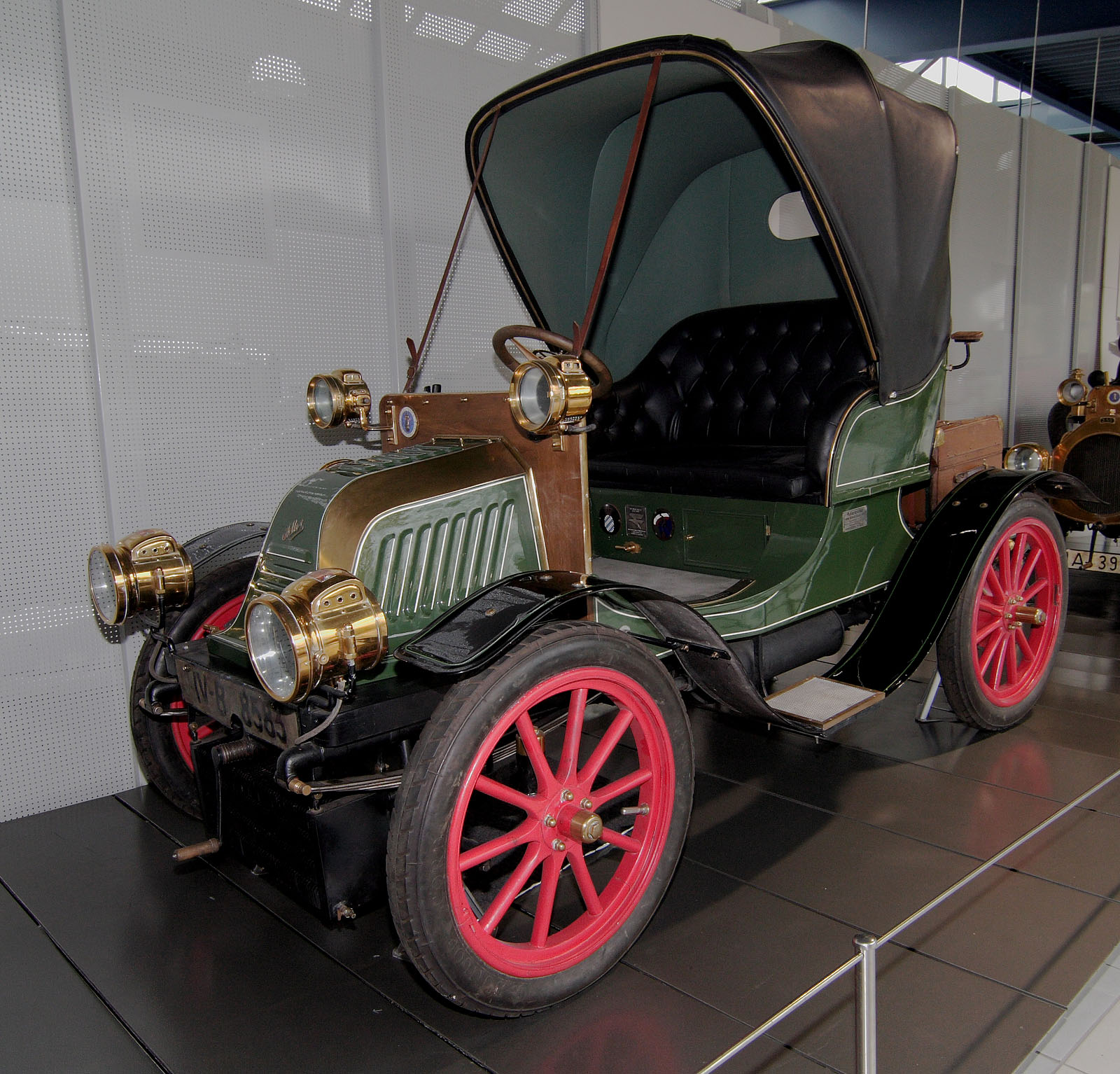
Adler 8 ch (1903)
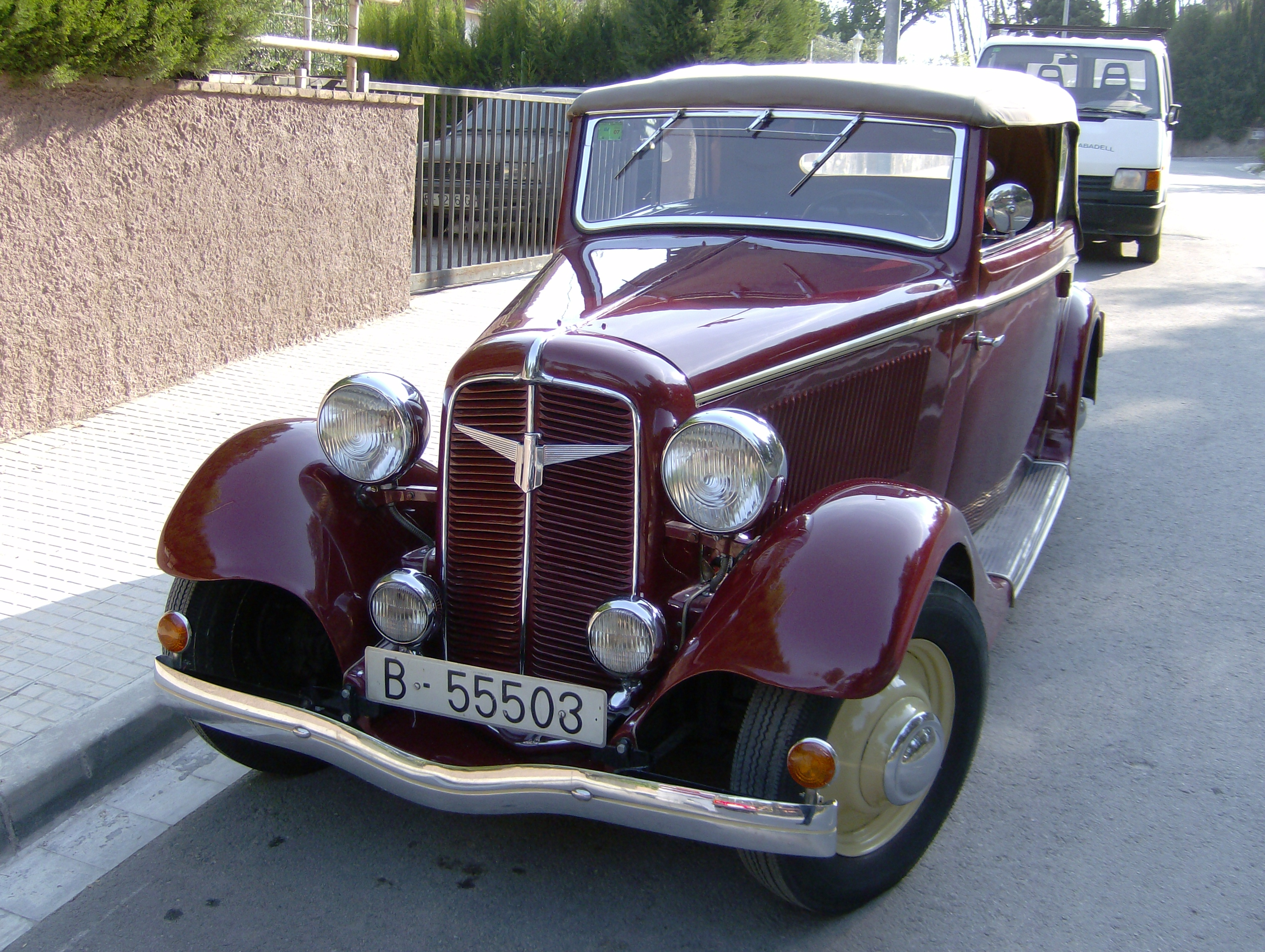
Adler Trumpf Karman (1934)
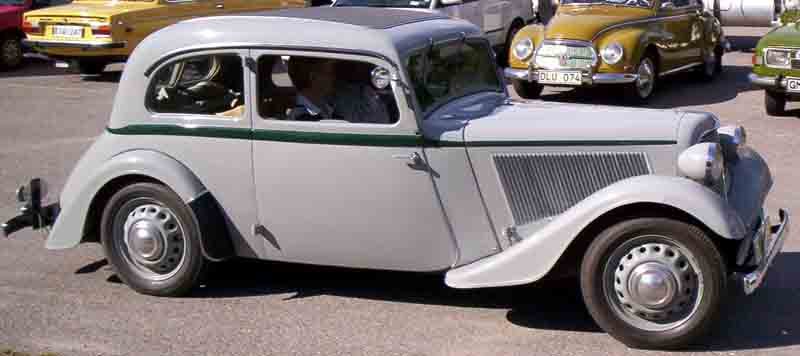
Adler Trumpf Junior (1934-1941)
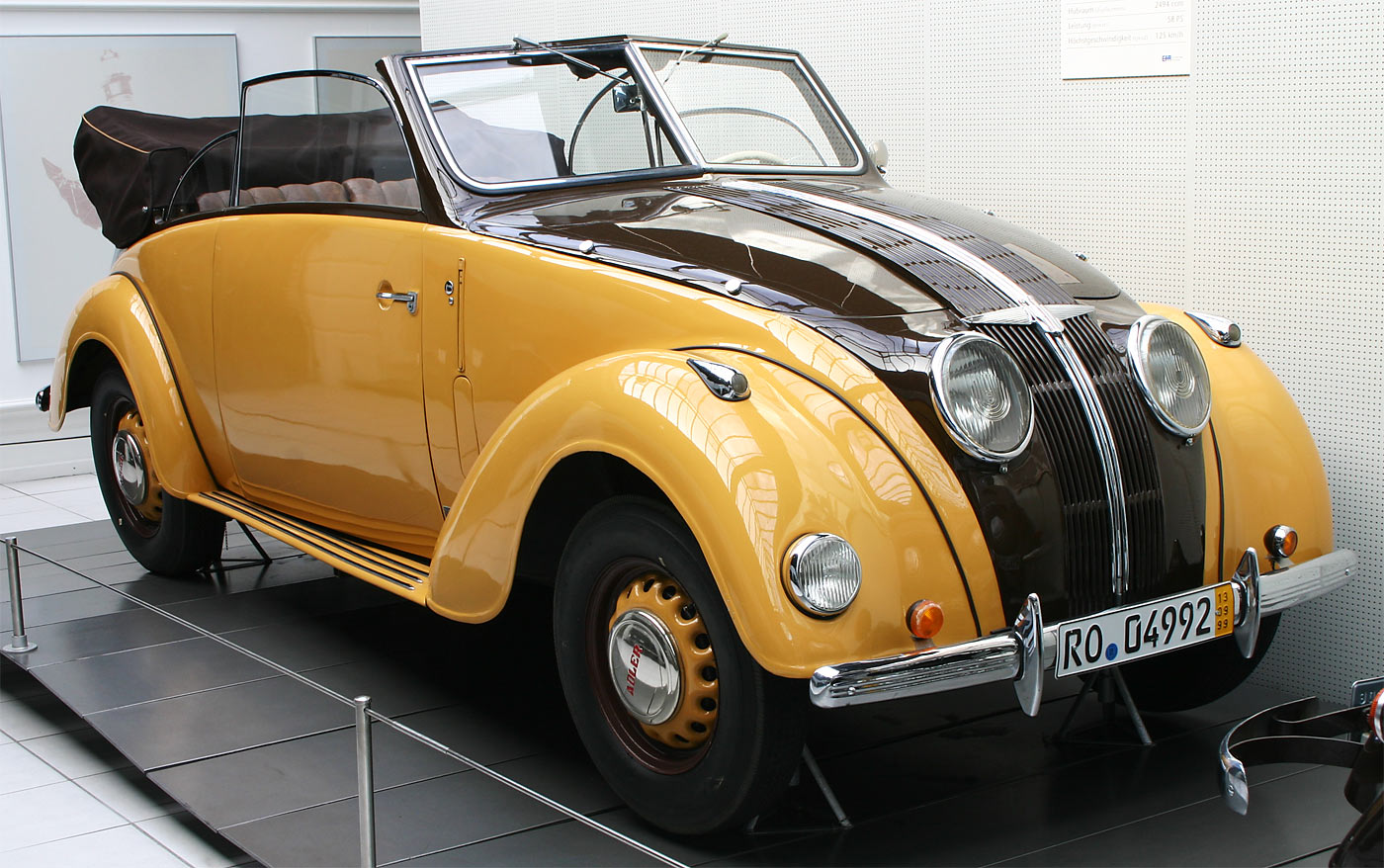
Adler 2,5 Litres Cabriolet 1937–1939, 58 PS, 125 km/h

### Motocicletes

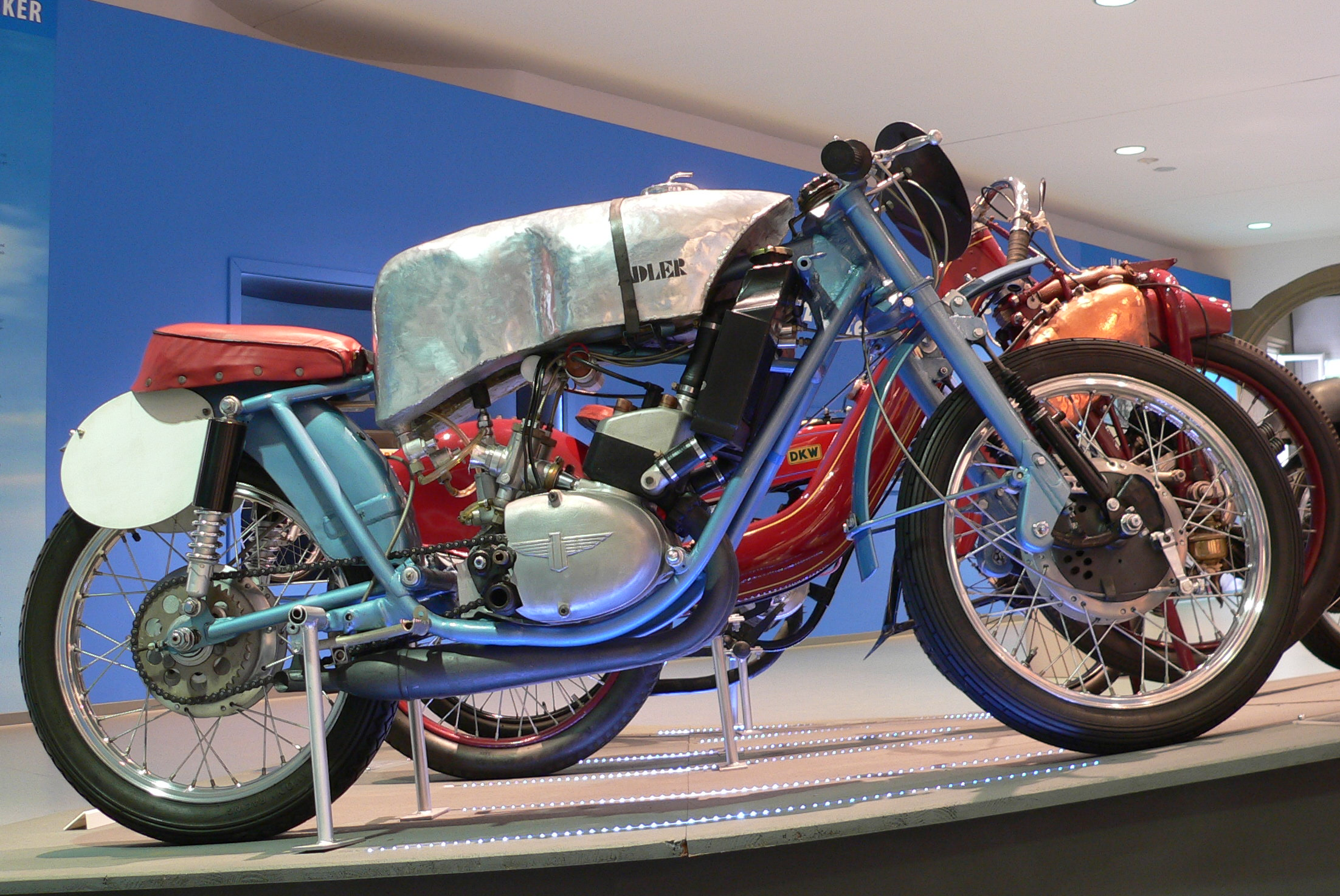
Adler MB 250 RS de 1955

| Tipus                      | Període                 | Motor          | Cilindrada cc | Potència HP          | Velocitat màxima km/h |
| -------------------------- | ----------------------- | -------------- | ------------- | -------------------- | --------------------- |
| Modell 1 Modell 2 Modell 4 | 1902 1903 1904–06       | Dion 1 cil.    |               | 1,75 2,0 2,5         |                       |
| Modell 8                   | 1905–06                 | 1 cil.         |               | 2,5                  |                       |
| Modell 12                  | 1906–07                 | 1 cil.         |               | 2,5                  |                       |
| Modell 9 Modell 17         | 1905–06 1907–08         | 1 cil.         |               | 3,0                  |                       |
| Modell 13                  | 1906                    | 1 cil.         |               | 3,0                  |                       |
| Modell 14                  | 1906–07                 | 2 cil.         |               | 3,0                  |                       |
| Modell 10 Modell 18        | 1905–06 1907–08         | 2 cil.         |               | 4,0                  |                       |
| Modell 15                  | 1906                    | 2 cil.         |               | 4,0                  |                       |
| M 60                       | 1947–48                 | 1 cil. 2 temps | 60            | 2,2                  |                       |
| M 100                      | 1949–54 1954–56         | 1 cil. 2 temps | 98            | 3,75 (5200/min) 4,1  | 70 70; amb sidecar 60 |
| M 125                      | 1952–56                 | 1 cil. 2 temps | 123           | 5,6 / 6,8 (5750/min) | 80 / 88               |
| M 150 MB 150               | 1951–53 1954–56         | 1 cil. 2 temps | 147           | 6,8 8,4 (5840/min)   | 95                    |
| M 2011 MB 201              | 1954–56                 | 1 cil. 2 temps | 199           | 10,5 (5700/min)      | 100                   |
| M 200 MB 200               | 1951–53 1954–57         | 2 cil. 2 temps | 195           | 9,3 11,4 (5450/min)  | 95 101                |
| M 250 MB 250 Favorit       | 1952–53 1954–56 1956–57 | 2 cil. 2 temps | 247           | 16 (5590/min)        | 116,5                 |
| M 250S MB 250S Sprinter    | 1952–53 1954–56 1956–57 | 2 cil. 2 temps | 247           | 18 (6200/min)        | >120                  |

#### Galeria

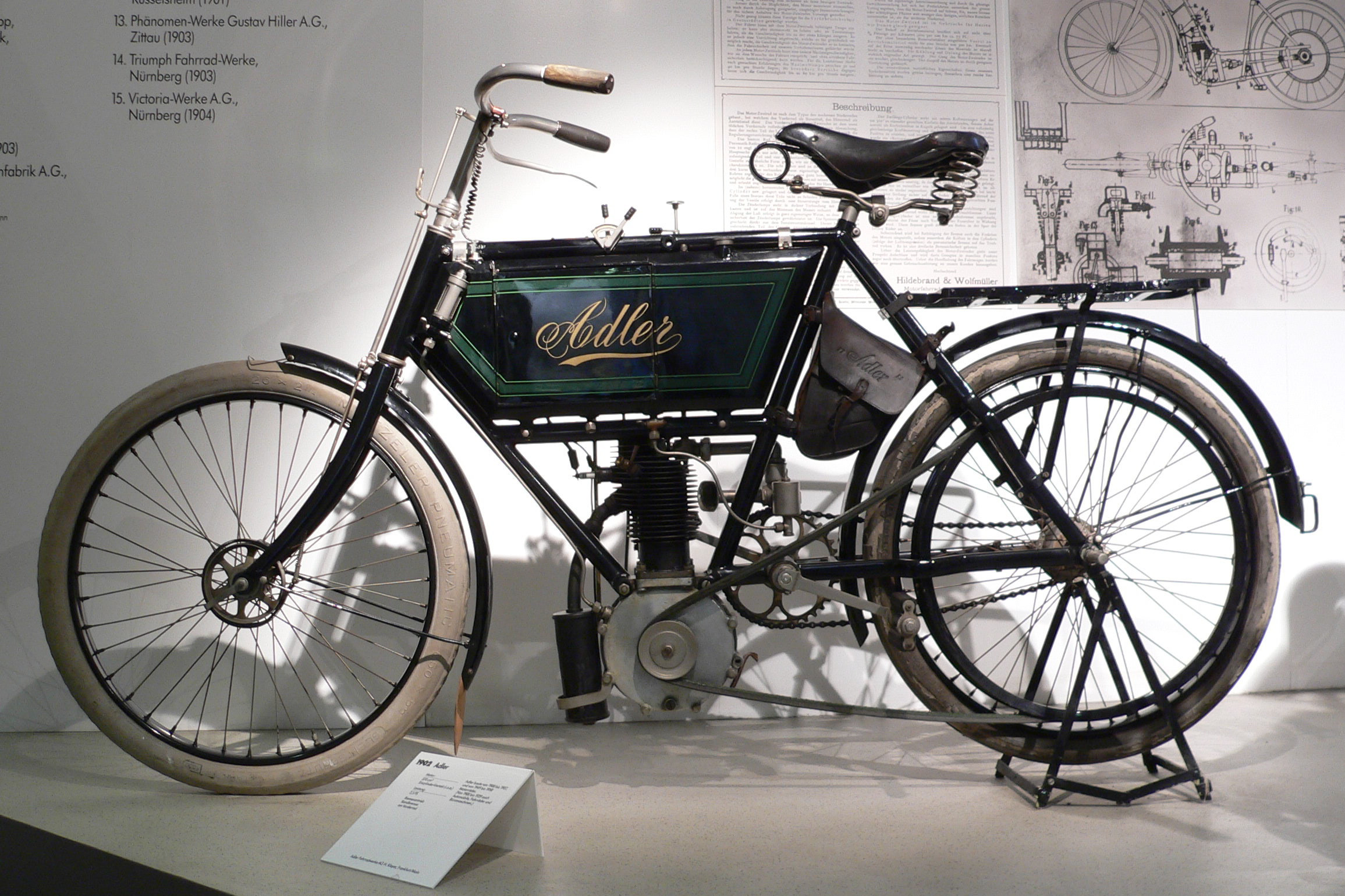
Adler Modell 1 (1902)
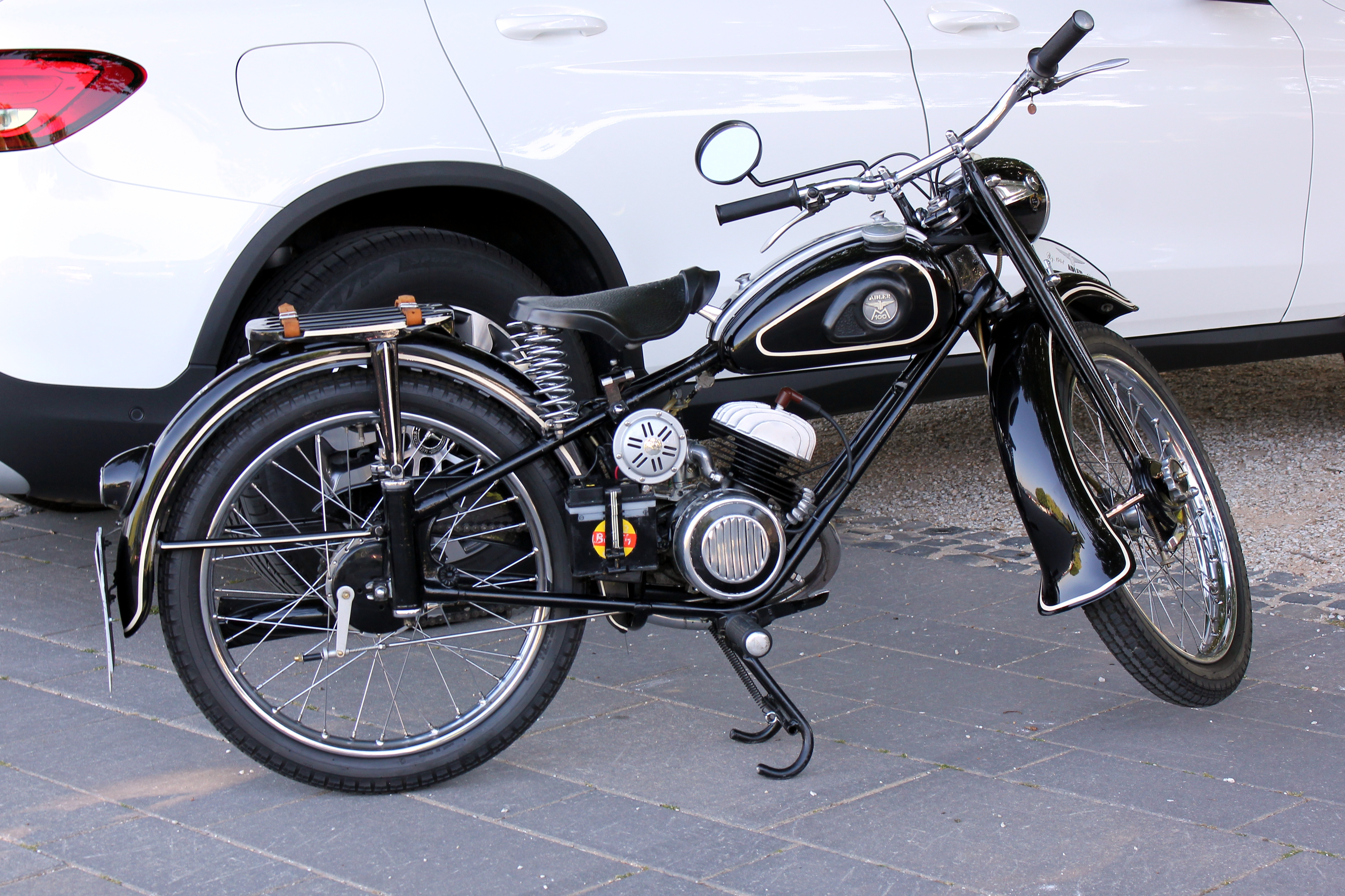
Adler M 100 (1951)
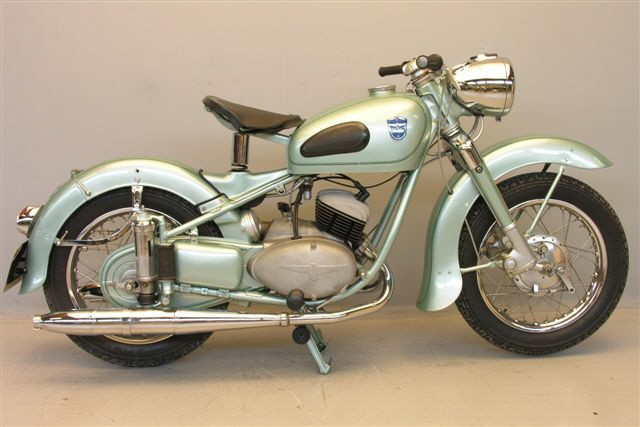
Adler MB200 (1954)
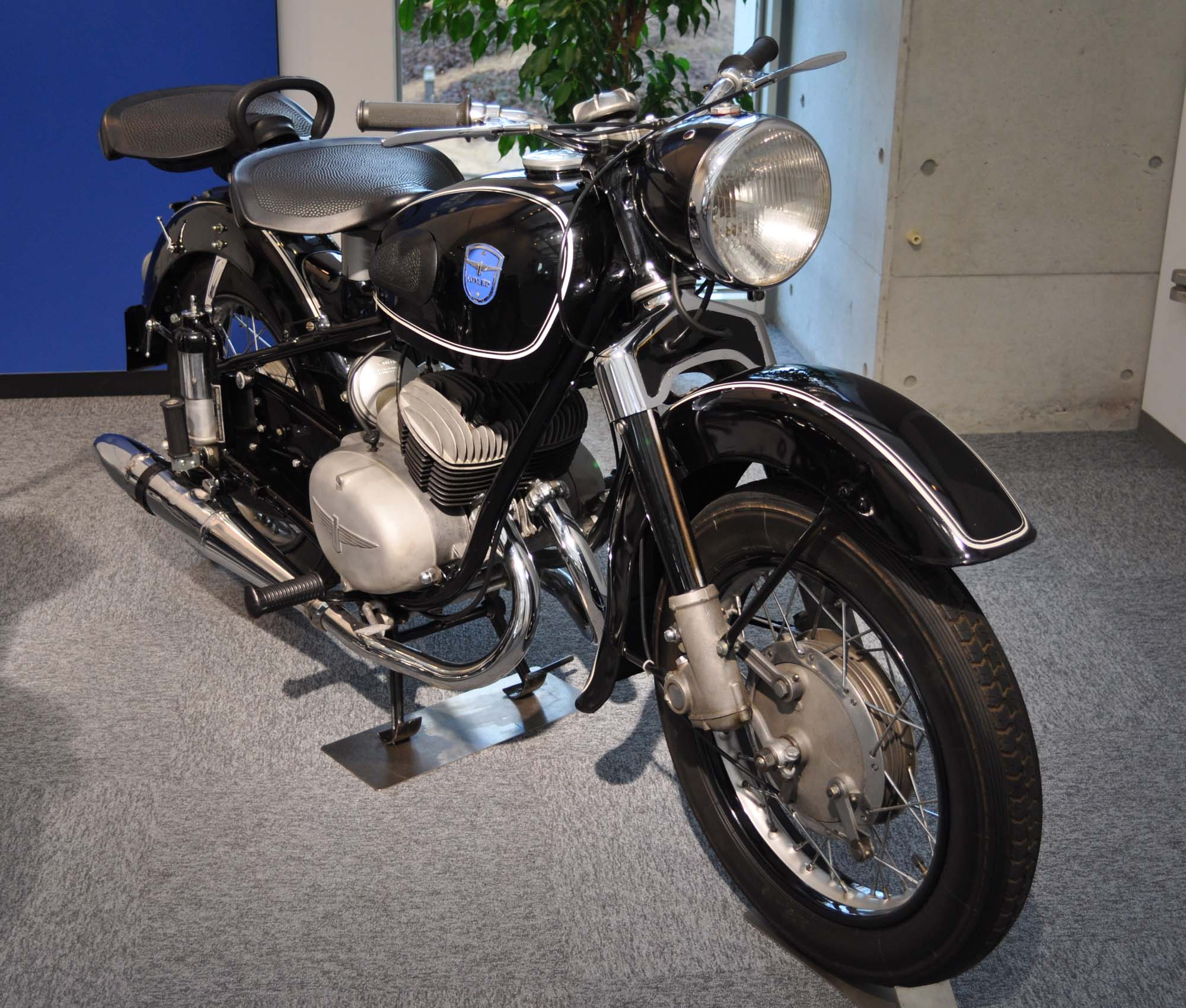
Adler MB250 (1954)
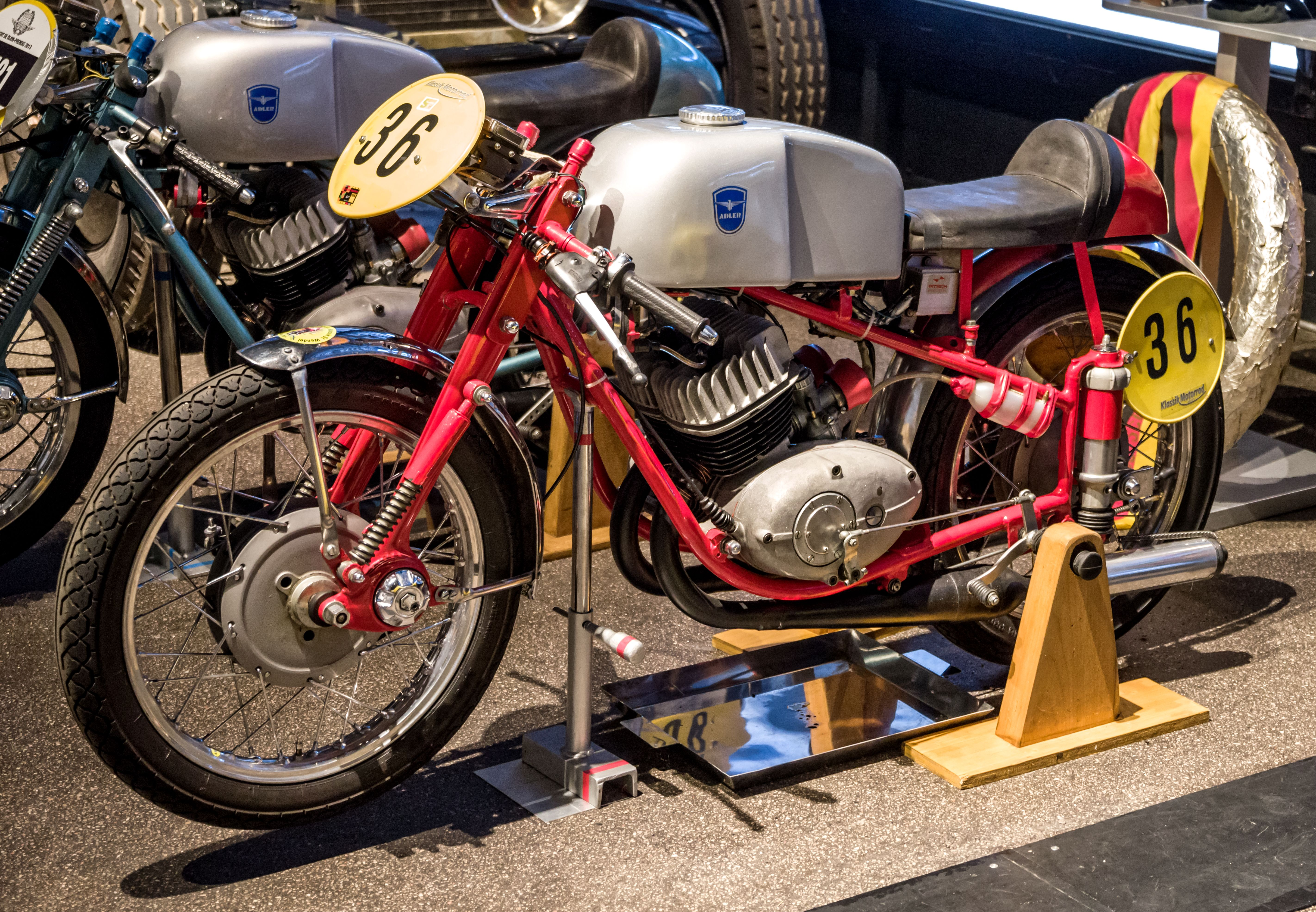
Adler M RS de curses (1953)